# Píib

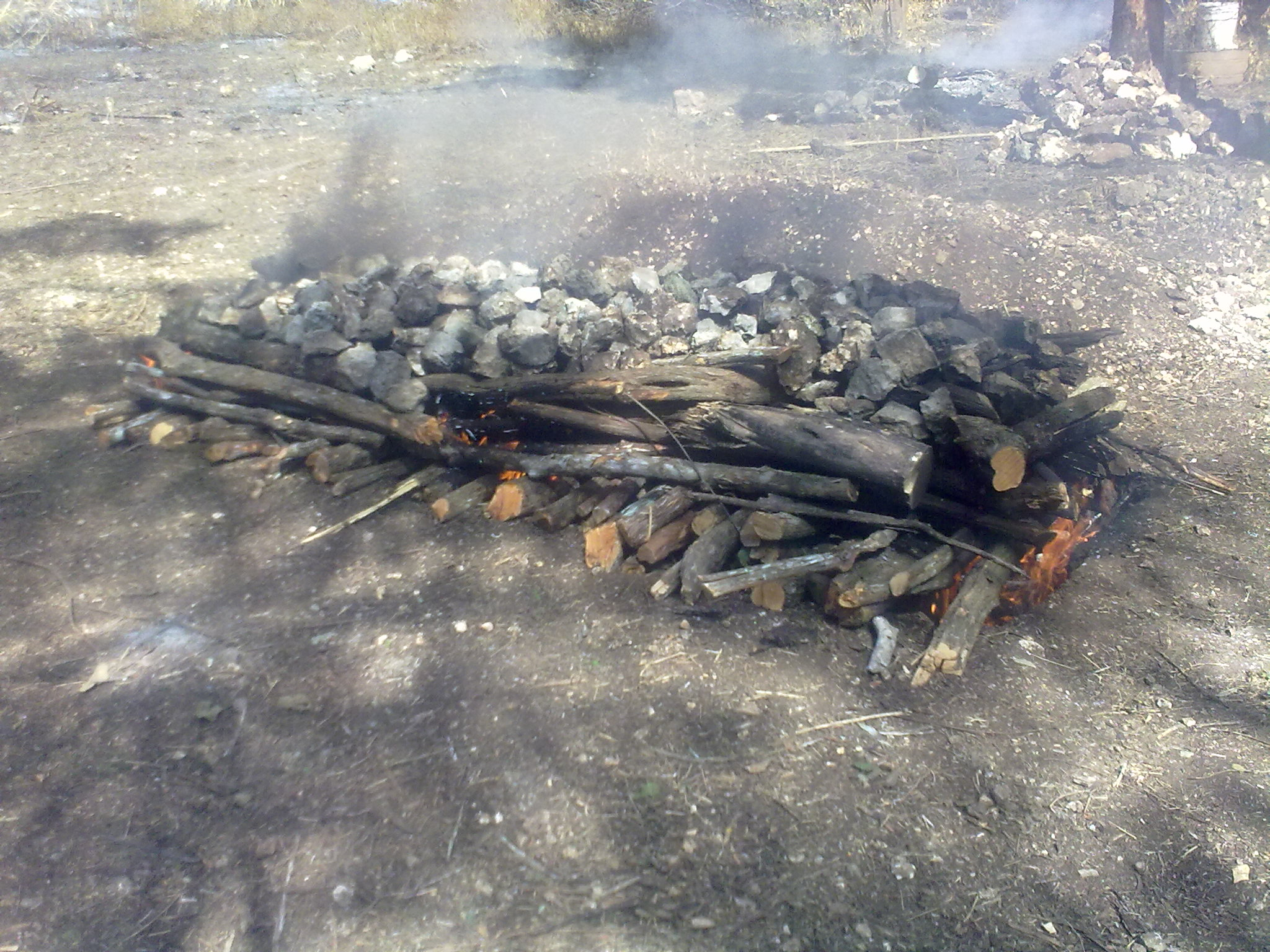
Ein Píib ist eine Technik zum Zubereiten von Lebensmitteln.

Ein Pib oder Píib (ausgesprochen piib) ist ein typischer Erdofen der Halbinsel Yucatán in Mexiko. Diese Technik hat wahrscheinlich einen vorspanischen Ursprung. Dabei wird ein Loch gegraben, ein Ofen aus Steinen mit Brennholz angezündet und das Essen (traditionell Schweine- oder Hühnchenfleisch) bei schwacher Hitze gekocht, wobei das Essen mit Erde bedeckt ist. Heutzutage glauben viele Menschen in Mexiko, dass sich „Píib“ auf Tamales bezieht, die im Erdofen gekocht werden (auf Maya chachak waaj genannt) und nicht auf den Ofen selbst. Diese Verwirrung ist weit verbreitet. Ein Píib-Ofen kann bis zu vierzig Personen ernähren, daher ist es typisch, ihn während lokaler Feste zuzubereiten. Zum Beispiel wird in Kantunilkín, dem Gemeindesitz von Lázaro Cárdenas, der  Píib für den 8. Dezember, den Tag der Unbefleckten Empfängnis, der Schutzpatronin der Stadt, vorbereitet.

## Etymologie

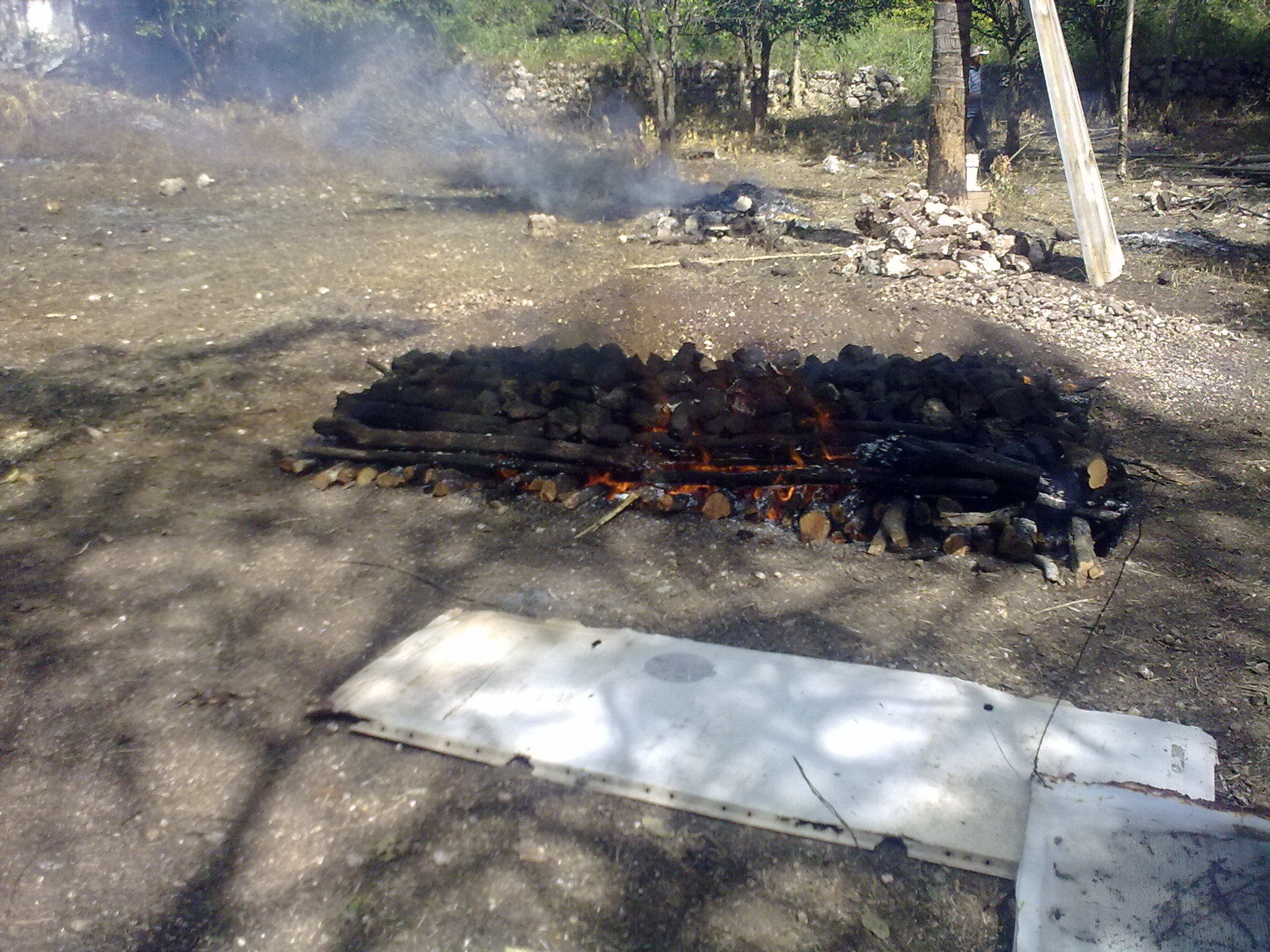
Der Píib wird in Mexiko an Sonn- und Feiertagen durchgeführt.

In Yucatán ist der Ofen meist als Pib oder Píib bekannt, gemäß der aktuellen Maya-Schreibweise, die von der Akademie der Maya-Sprache gefördert wird. In manchen Zusammenhängen wird auch Pii' verwendet. Der Plural wird als Piib'ob gebildet, nicht als „Pibs“, und das Verb wird als piibt gebildet (übersetzbar als "einen Píib machen").
In einem Píib gekochtes Essen wird Pibil genannt. Das Suffix -bil gibt das Partizip an: z. B. pib-bil (‚[Ding] geröstet‘) und muk-bil ('[Ding] begraben'). In der Maya-Sprache steht es vor dem Namen des Lebensmittels, während es im Spanischen umgekehrt ist: Z. B. wird das berühmte Gericht Cochinita pibil von den Mayas piibi'k'éek'en genannt.

## Geschichte
Der Píib wird in keinem prähispanischen Kodex explizit erklärt. Experten sind jedoch zu dem Schluss gekommen, dass es sich um eine Technik handelt, die bereits vor der Kolonisation praktiziert wurde. Die Gründe sind vielfältig: Der Erdofen war nie Teil der hispanischen Tradition, konnte also von den Eroberern nicht mitgebracht werden, ist hingegen auch bei anderen mesoamerikanischen indigenen Völkern bekannt. Andere Formen von Erdöfen sind auch im Rest Mexikos zu finden, wie der Ximbó von Hidalgo, Otomee-Ursprung, oder der klassische mexikanische Grill. Allerdings sind sie nirgendwo so verbreitet wie in Yucatán. Erdöfen werden sowohl von Ureinwohnern als auch von Mestizen praktiziert. Bauern in Mexiko braten das ganze Lamm, normalerweise an Sonn- und Feiertagen. Eine 2012 in Xocén durchgeführte Studie unter der Leitung der Forscherin Carmen Salazar von UADY ergab, dass traditionelle Píibb'ob mit einheimischen Tieren und Pflanzen zubereitet werden, was auf eine Kontinuität der Píib-Praxis aus präkolumbianischer Zeit schließen lässt. Zu dieser Zeit mag der Erdofen eher eine Konservierungsmethode als ein Kochen gewesen sein, insbesondere bei der Jagd, die mehrere Tage dauern konnte. Darüber hinaus zeigt die Studie die enge Verwandtschaft zwischen dem Píib und dem Kool (Maya-Milpa) und dass beide das gleiche Alter haben könnten (ungefähr 3400–3000 v. Chr.). Ein weiterer Hinweis liegt in der Entdeckung von Tierknochen aus sehr alter Zeit, die keine Schnitt- und Fleischbildungsmerkmale, aber Hitzespuren aufweisen, was mit dem Kochen im Píib vereinbar ist. In der Palenque-Stätte, Chiapas, kann das Wort Píib in verschiedenen Hieroglyphen gelesen werden, obwohl es sich nicht speziell auf den Ofen bezieht, aber auf eine verwandte Bedeutung. Eine der Schriften enthält zum Beispiel das Wort u-pibnahil („Dampfbad-Tempel“). Die älteste schriftliche Aufzeichnung von „Píib“ findet sich im Calepino Maya de Motul (16. Jahrhundert), in dem das Rösten und Braten von Kürbissen, Fleisch usw. unter der Erde beschrieben wird. In einem anderen Buch der Zeit, Bocabulario Maya Than, wird es auf ähnliche Weise erklärt.

## Technik

### Größe und Form

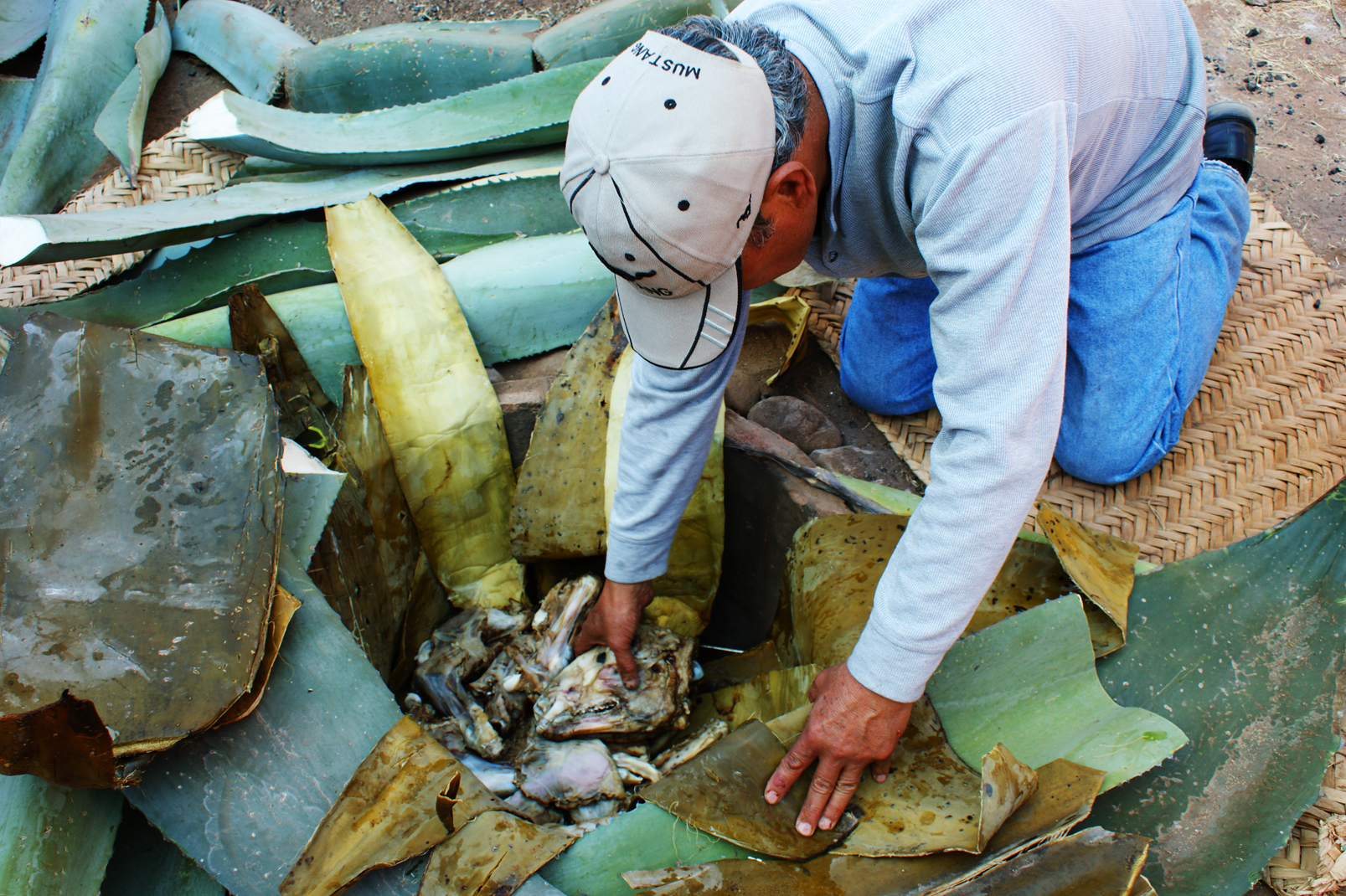
An der Nordküste ist das Loch im Boden rund.

Die Größe des Lochs hängt von der Menge der zu kochenden Lebensmittel ab. Darüber hinaus variiert die Technik zur Herstellung eines  Píib von Region zu Region. Im Westen der Halbinsel Yucatán haben die Öfen eine quadratische Form, ca. 1 m pro Seite. Im Osten  sowie im Süden werden rechteckige und langgestreckte Löcher gegraben. Dies liegt daran, dass darin mehrere große Töpfe hintereinander angeordnet sind. An der Nordküste findet man runde Öfen. Das liegt nach Angaben der Einheimischen am starken Küstenwind. Die Tiefe des Píib variiert deutlich zwischen wenigen Zentimetern bis ca. 1 m.

### Vorbereitung
Der Píib wird am Vortag zubereitet, indem ein Loch in die rote Erde gegraben wird. In Küstengebieten wie dem Hafen von Progreso wird das Loch in Strandsand gegraben. Auch die Zubereitungsarten variieren von Region zu Region. An manchen Stellen werden trockene Palmblätter (Zohol) oder Zeitungsblätter verwendet, damit sich das Brennholz schneller entzündet. Im Westbereich wird das Holz unter die Steine gelegt, im Osten liegen die Steine unten und das Holz oben. Holz und Steine sind in einer Art Pyramide angeordnet. Die Steine müssen mittelgroß sein und müssen unbedingt fest sein, da sie somit die Wärme besser speichern. Ob ein Stein fest ist, wird geprüft, wenn er beim Aufeinanderprallen hohl klingt (wie Flusssteine). Kalksteinfelsen sind nutzlos, da sie leicht bröckeln. Die größeren Steine sind für längeres Kochen reserviert. Was Brennholz angeht, sind die typischsten Bäume Catzín (Box kaatsim), Kitinché (kitam che'), Chaká (chakaj), Jabín (ja'abin) oder Chukum. Diese harten Hölzer sind geeignet, um dauerhafte Verbrennungen zu erzielen. Auch aromatische Hölzer wie Eiche können verwendet werden. Bei mehrstündigem Garen wird sowohl trockenes als auch grünes Holz (frisch geschnitten) hinzugefügt, damit die Holzkohle länger heiß bleibt.

### Kochvorgang
Auch die Garzeiten variieren stark: ein Hühnchen-Pibil kann anderthalb Stunden brauchen, während ein Cochinita pibil bis zu 16 Stunden braucht. Es ist Tradition, ganze Tiere auf dem Platz zu braten. Einige, wie die Cochinita, werden in ein Bananenblatt, in ein feuerfestes Material oder einen Topf gewickelt. Trockenfutter wird direkt auf den Stein gelegt. Bei Eintöpfen werden die Töpfe auf den Stein gestellt.

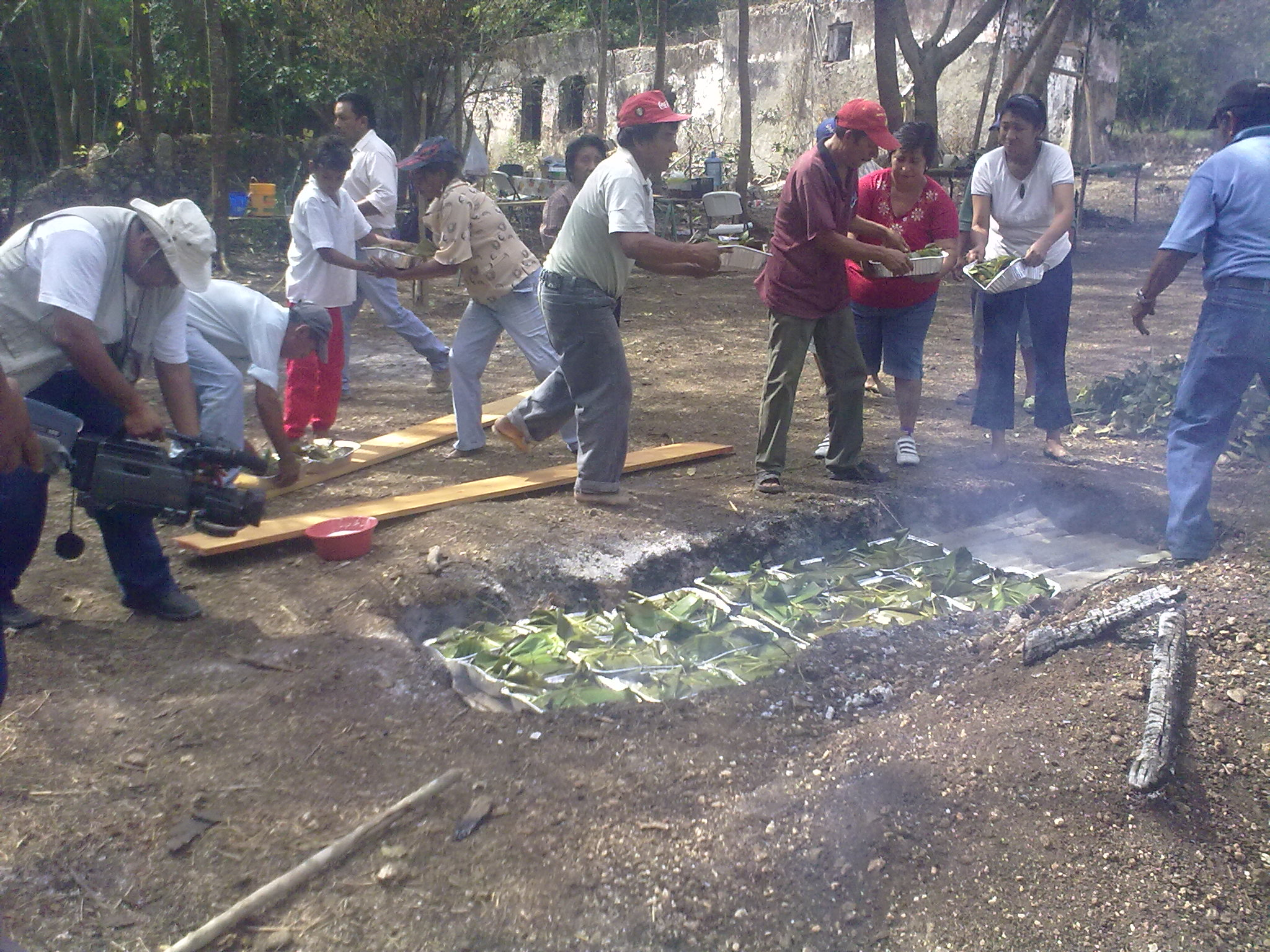
Zubereitung eines pibipollos in Campeche.

Bestimmte Gerichte, die oft im Píib gekocht werden, sind:
- Piibi'k'éek'en (Maya), Cochinita pibil (Spanisch)
- Pibipollo, mukbil pollo oder pollo pibil (M. und S.)
- Relleno negro pibil (S.)
- Piibinaal (M.), Pibinales oder Elote pibil (S.)
- Píibil k'úum (M.), Calabaza pibil (S.)
- Píibilwaaj (M.), Tamal Pibil (S.)
- Píibil Yuuk (M.), Yuk Pibil (S.)
- Píibilwech (M.) huech pibil (S.)

Außerdem gibt es verschiedene Tamales, die im Píib gekocht werden: Chachak Waaj, Piibil Waaj, K'axbil Waaj, Mukbil Waaj, To'obil Waaj oder Noj Waaj.
Um die Tamales herzustellen, wird der Píib wird wieder mit Erde bedeckt, aber erst nachdem eine Schicht wilder Blätter aufgebracht wurde, um den Dampf zu halten. Dafür werden verschiedene Blätterarten verwendet: Jabín, Pixoy, Palma de Huano usw. Bananenschalen werden auch als Deckel verwendet. Allerdings ist die Verwendung des Bananenblatts nicht geeignet, da sein Harz brennbar ist. Der mit aromatischen Blättern bedeckten Speise werden neue Aromen hinzugefügt. Die Menge der verwendeten Blätter hängt dabei von der Jahreszeit ab: In der Regenzeit wird mehr Brennholz gelegt, aber weniger bedeckt, und in der Trockenzeit ist es umgekehrt. Je mehr Blätter, desto mehr Dampf. An Regentagen ist es unbedingt erforderlich, den Ofen am Vortag vorzubereiten, um den Boden zu trocknen.

## Zugehörige Riten
Während Hanal Pixan oder Janal Pixán (Tag der Toten) wird das Essen des Píib den Seelen der Geliebten angeboten. Nach der Totenfeier wird das Loch nicht mehr genutzt. Zuerst wird das Loch gereinigt, indem auf das Loch ein Kreuz aus Bananenblättern und heiligen Sipiche-Blättern gelegt wird und dann mit Weihwasser gesegnet wird. Das Ritual endet mit dem Schließen des Lochs und dem Beten. Der Tradition nach kann nicht jeder einen Píib kochen; die sis-k'aab ('kalte Hände') sind diejenigen, die nicht einmal in die Nähe kommen dürfen, denn wenn sie versuchen zu helfen, wird der Píib verdorben. Männer, die den Piib kochen, werden j-píib genannt, Frauen x-píib.